# Manubles
La Manubles ou Monubles est une rivière espagnole. Elle est un affluent de rive gauche du Jalón dans le bassin de l'Èbre.
Elle a sa source dans la Dehesa de la Sierra de Tablado (an), province de Soria dans les environs de Borobia à 1366 m. d'altitude et se jette dans le Jalón à Ateca à une altitude de 581 m, étant le principal affluent de cette rivière sur la gauche. Son bassin est de 447 kilomètres carrés et est craint pour ses grandes inondations. Son parcours traverse les terres castillanes et aragonaises. Il traverse les communes de la province de Soria de Borobia, Ciria, et de la province de Saragosse de Torrelapaja, Berdejo,  Bijuesca, Torrijo de la Cañada, Villalengua et Moros.

## Source
- (es) Cet article est partiellement ou en totalité issu de l’article de Wikipédia en espagnol intitulé « Río Manubles » (voir la liste des auteurs).